# Polynoidae
Los polinoidos (Polynoidae) son una de las familias de poliquetos más abundantes y de más amplia distribución.
El nombre de la familia deriva del griego « Polynoe » (en español, « Polínoe » o « Polínome »), nombre de una nereida hija del dios Nereo y de la diosa Doris.  Fue hallado por primera vez en las profundidas del océano antàrtico.
Los cuerpos de los animales clasificados en esta familia de poliquetos son más bien aplanados, y están cubiertos por escamas anchas que no son más que modificaciones de las partes dorsales de los parapodios. 
La mayoría de las especies tiene un tamaño moderado, pero algunas son enormes (hasta 190 mm de largo y 100 mm de ancho). Son animales carnívoros, y se alimentan de una amplia variedad de otros animales. Muchos polinoideos son comensales, y viven en galerías de otros poliquetos, o asociados a cnidarios, moluscos o equinodermos.

## Subfamilias[2]
- Acholoinae
- Admetellinae
- Arctonoinae
- Bathyedithinae
- Bathymacellinae
- Branchinotogluminae
- Branchiplicatinae
- Branchipolynoinae
- Eulagiscinae
- Gesiellinae
- Iphioninae
- Lepidastheniinae
- Lepidonotinae
- Lepidonotopodinae
- Macellicephalinae
- Macellicephaloidinae
- Macelloidinae
- Polaruschakovinae
- Polynoinae
- Vampiropolynoinae